# هوناواتنشرپور
هوناواتنشرپور (به لاتین: Húnavatnshreppur) یک منطقهٔ مسکونی در ایسلند است که در نوردورلاند وسترا واقع شده‌است. هوناواتنشرپور ۳٬۸۱۷ کیلومتر مربع مساحت و ۴۰۹ نفر جمعیت دارد.